# Dan Iordăchescu
Dan Iordăchescu (n. 2 iunie 1930, Vânju Mare, România – d. 30 august 2015) a fost un cântăreț de operă bariton, român.

## Biografie
Dan Iordăchescu s-a născut în orașul Vânju Mare având o descendență moldovenească. A absolvit Facultatea de Teatru din Iași (1948-49), apoi Conservatorul de Muzică "Ciprian Porumbescu" din București (1952-56); aici a fost îndrumat de o elită a pedagogiei de canto românești, maeștrii Constantin Stroescu, Petre Ștefănescu Goangă, regizorii Jean Rânzescu, Panait V. Cottescu și dirijorul Jean Bobescu. A făcut studii complementare de canto la Salzburg (Mozarteum 1956), Paris (1958-60) și Roma (1960).
Dan Iordăchescu a debutat în București în decembrie 1949 la Teatrul C.C.S. în rolul "Chiaburul" din opereta "Cântec de viață nouă" de Florin Comișel, fiind îndrumat vocal și tehnic de marea cântăreață de operă Maria Snejina. Ca prim solist a debutat în decembrie 1956 la Teatrul de Operă și Balet din București. 
A întreprins 262 de turnee internaționale în 61 de țări și în 331 de orașe ale lumii.
În cele aproximativ 1100 spectacole de operă pe care le-a susținut pe tot globul a cântat 45 de roluri importante; a cântat peste 1500 de lieduri în cele aproape 1600 de recitaluri. Cariera sa l-a purtat pe cele mai importante scene de operă între care la Scala din Milano, Staatsoper din Viena, Opera din Paris, operele din Seattle, Hamburg, München, Berlin, Sankt-Petersburg, Los Angeles, San Francisco, New York, Dallas sau Teatrul Bolșoi din Moscova, avandu-i ca parteneri pe Mario Del Monaco, Placido Domingo, Mirella Freni, Renata Scotto, Virginia Zeani, Montserrat Caballé, Luciano Pavarotti, J. MacCracken, Franco Corelli, N. Rossi-Lemeni, Giuseppe Di Stefano și alții sub bagheta lui Riccardo Muti, Lorin Maazel, Georges Pretre, Zubin Mehta, M. Rostropovitci, Tullio Serafin, Sir Colin Davis etc. 
A participat la 31 de Festivaluri europene, americane și sud-est asiatice. A fost Președinte de onoare al Festivalului Donizetti de la Zvolen - Bratislava 1993-1999, Președinte al Concursului Internațional Maria Callas - Salonic – martie 1978, a fost membru în juriile concursurilor internaționale la Vichy, Franța - august 1979; Lansing University - aprilie-mai 1978; Michigan, Statele Unite - 1979; Ann Arbor University - iunie 1979; Cardiff, Țara Galilor - iulie 1983; Salonic și Veria - din 1989 până în 2005 (de trei ori președinte).
Din 1979 a susținut cursuri de masterat în Statele Unite, Marea Britanie, Franța, Filipine, Grecia, Turcia (locuind 6 ani și jumătate la Istanbul) și România. A fost Profesor universitar la Academia de Muzică din București. Din 1993 Dan Iordăchescu este membru al Uniunii Compozitorilor și Muzicologilor din România.
În 2007, la 77 de ani, era încă invitat pentru concerte și spectacole în România, Grecia și Spania. Cu cei 61 de ani de carieră neîntreruptă a devenit cel mai longeviv interpret în viață din lume.

## Publicații autobiografice
- "Un drumeț al cântului", Editura Eminescu, București, 1990
- "Postscriptum la o carte cenzurată" - în pregătire.

## Premii și distincții
A câștigat 13 premii (10 mari premii) în competiții internaționale și naționale de canto :
- Varșovia - Marele Premiu (1955)
- Berlin - Zwickau - Premiul Schumann (1956)
- Salzburg - Marele Premiu Mozart (1956)
- Geneva - Marele Premiu (1956)
- Toulouse - Premiul II (1958)
- Viena - Premiul "Haydn - Schubert" (1959)
- București - Premiul I "George Enescu" (1961)
- Olanda - s'Hertogenbosch: Marele Premiu, Premiul I Bas Baritoni, Premiul Operei Olandeze, Premiul interpretării de lied (1963)
- Bruxelles - Queen Elizabeth - Premiul I - Bărbați (1966)
- Hanover - distincția de "Maestru al Liedului" (1968)

Cetățenii de onoare
- Cetățean de Onoare al orașului Salonic, Grecia (1981)
- "Aquila de Tlatelolco " - Mexico City (1980)
- Cetățean de Onoare al orașului Pellare - Salerno, Italia (1988)
- Cetățean de onoare al românilor din Los Angeles
- Cetățean de onoare al comunei Hlipiceni, jud. Botoșani (2005)

Decorații, distincții și ordine
- titlul de Artist Emerit al Republicii Populare Romîne (13 ianuarie 1964) „pentru merite deosebite în activitatea desfășurată in domeniul teatrului, muzicii și artelor plastice”[2]
- Ordinul Muncii clasa a III-a (1964) „pentru merite deosebite în opera de construire a socialismului, cu prilejul celei de a XX-a aniversări a eliberării patriei”[3]
- Ordinul Meritul Cultural clasa a III-a (12 septembrie 1968) „pentru merite deosebite în activitatea muzicală”[4]
- Ordinul Meritul Cultural clasa a II-a (1964)
- Ordinul Meritul Cultural clasa I (1968)
- Medalie jubiliară InterKoncert Budapesta 1983
- Ordinul național „Steaua României” în grad de Comandor (1 decembrie 2000) „pentru realizări artistice remarcabile și pentru promovarea culturii, de Ziua Națională a României”[5]
- Medalia de aur "In Memoriam George Enescu" (2005)
- Profesor Honoris Causa al universității Babeș-Bolyai din Cluj ( 06 aprilie 2005 )

## Înregistrări

### CD-uri
- Dama de pică (Ceaikovski), Deutsche Grammophon - stereo 463679-2
- Mozart, Verdi, Mahler, Electrecord - EDC 355
- Integrala liedurilor lui G. Enescu, Electrecord - EDC 433
- Eternitatea unor clipe (Opera, Lied, Vocal-simfonic, canțonete, romanțe, muzică populară stilizată), Casa Radio - 045 U.C.M.P. - A.D.A 1307372
- Integrala operei "Oedip" de G. Enescu (Rolul Creon), Electrecord - EDC 269,270,271
- "Dinastia lirică Iordăchescu", Casa Muzica, 2001 - 1A21867

### Discuri
- Donizetti - Verdi, Supraphon - SUEC 873-K
- "Dragoste de Poet" de Schumann cu Valentin Gheorghiu, Electrecord - EDC 1023
- Lieduri de Schubert cu Viorica Cojocatu la pian, Electrcord - ECC 700
- Recital de lieduri cu Ferdinant Weiss, Electrecord - EDC 45
- Arii din opere (Mozart Verdi), Electrecord - ST-ECE 0694
- Cântec românesc, Electrecord ECE 01310
- Operatic recital , Supraphon - SUB 10054, DV 5593
- Don Carlo de Verdi, "Eterna"
- Poem Simfonic, Locotenentul Kije de Prokofiev, Capitol - P8508
- Lieduri cu Dan Popovici, Electrecord - ST-ECE 01646
- Integrala operei "Dama de pică", Deutche Gramophon - LC 0173
- Simfonia a 8-a Mahler , Seraphin Records (USA) - 261KY
- Integrala de lieduri G. Enescu , Electrecord - ST-ECE 0412
- Melodii populare, Electrecord - ECE 0454
- Duete din Operete, Electrecord - ECE 0528
- "Dragoste de Poet", Electrecord - ST-ECE 01699
- Integrala "Samson si Dalila" (Saint-Saens) ST-ECE 0428,0429,0430
- Recital de operă, Supraphon DV5593